# (Re)constructie

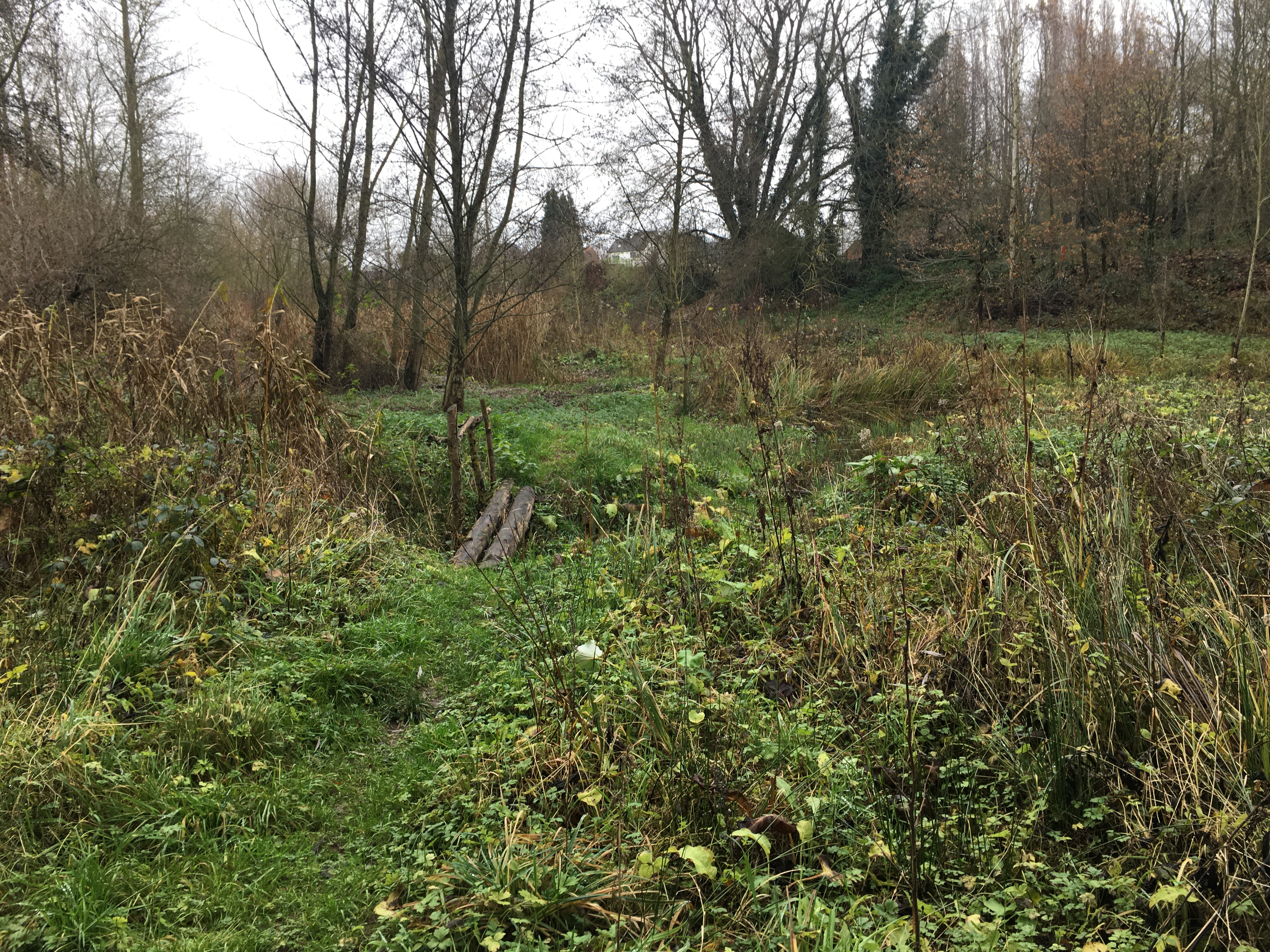
(Re)constructie van Erik Dhont (2021)

(Re)constructie is een ingreep in het landschap door landschapsarchitect Erik Dhont naar aanleiding van het Bruegeljaar. Het is een installatie in het kader van de openluchttentoonstelling ‘De Blik van Bruegel’ in 2019.

## Beschrijving
Landschapsarchitect Erik Dhont had met de installatie (Re)constructie de intentie om nieuwe levenskansen te bieden aan gebieden die oorspronkelijk verloren werden gewaand. In het Pajotse landschap wilde Dhont opnieuw evenwicht creëren aan de hand van verschillende ingrepen. Hij reconstrueerde een landschap uit Bruegels tijd met voor de wandelaar zicht- en rustpunten. De bestaande beek werd verbreed opdat de oevers zich opnieuw zouden kunnen ontwikkelen; dit in tegenstelling tot het verleden waar het gebied werd drooggelegd in functie van landbouw. De nieuwe microbiotopen beïnvloeden het gehele landschap en ontstaat er een dynamiek in de omgeving.
Dhont streefde met een zo minimaal mogelijke ingreep naar een maximaal resultaat. Op die manier wilde hij een plek creëren waar de toeschouwer kan wegdromen en van de natuur genieten, aldus de tentoonstellingscatalogus.